# 関根太朗
関根 太朗（せきね たろう、1980年9月11日 - ）は、NHKのアナウンサー。

## 人物
千葉県松戸市出身。松戸市立上本郷小学校、早稲田中学校・高等学校を経て、早稲田大学政治経済学部を卒業後、2004年（平成16年）に入局。
主に地域報道、朗読、リポーター、地域情報番組のナレーションを担当している。
近年は目が悪いため眼鏡を着けている。
身長は172cm。

## 現在の担当番組
- NHKニュースおはよう北海道（キャスター：2025年4月 - ）[3]
- 北海道のニュース
- ニュース北海道645（不定期）
- ほっとニュース845（不定期）

## 過去の担当番組

### 沖縄放送局時代（2004年度 - 2008年7月）
- 沖縄県のニュース・中継・リポート
- おもろてれぐすく（2006年4月 - 2007年3月）
- 旧盆特集・沖縄の歌と踊りスペシャル「島めぐり唄めぐり」 （2008年8月15日 沖縄局のみ。転勤直前に収録）

### 鳥取放送局時代（2008年8月 - 2014年7月）
- 鳥取県のニュース・中継・リポート

### 長野放送局時代（2014年8月 - 2017年度）
- イブニング信州（不定期）
- 長野県のニュース・中継・リポート

### 札幌放送局時代（1度目）（2018年度 - 2019年度）
- 北海道のニュース
- ほっとニュース北海道（不定期・瀬田宙大のキャスター代行）
- さわやか自然百景（ナレーション・2018年7月15日、2019年3月17日、4月7日、5月26日、8月11日、2020年2月2日）[注釈 1]
- 旬感☆ゴトーチ!「タイムスリップ!北海道開拓の村〜北海道　札幌市〜」（2019年3月12日）
- うまいッ!「ミズダコ～北海道・稚内～」（2019年8月12日）
- 2019年10月の令和元年東日本台風（台風19号）では、長野放送局に応援で派遣され、災害情報を中心にローカルニュースを担当した。
- アイデア対決・全国高等専門学校ロボットコンテスト2019「北海道地区大会」（実況・2019年11月17日）

### 長崎放送局時代（2020年度 - 2021年度）
- ニュース845福岡（2020年9月23日・応援派遣）
- はっけんラジオ（2020年9月23日）
- ラジオニュース（九州沖縄）（R1・FM）の泊まり勤務担当[注釈 2]（2020年9月24日 - 25日・応援派遣）
- イブニング長崎（不定期）
- 長崎県のニュース・中継・リポート

### ラジオセンター時代（2022年度 - 2024年度）
- マイあさ!（平日 リーダー、2022年4月4日 - 2025年3月13日）[4]
- NHKラジオ第1ラジオニュース（平日 午前11時 2022年4月4日 ‐ 2025年3月13日）
  - ふんわり内のニュースも担当（午前10:30）